# Košarkarski klub Elektra
Košarkarski klub Elektra je slovenski košarkarski klub iz Šoštanja, Slovenija.

## Osnovni podatki
- Košarkarski klub Elektra (celoten naziv) oz. KK Elektra (krajši naziv)
- ustanovljen leta 1948
- naslov: Košarkarski klub Elektra, Kajuhova cesta 8 (p.p. 9), 3325 Šoštanj, Slovenija

## Zgodovina
Leta 1947 so šoštanjski študentje, ki so študirali v Ljubljani, spoznavali novo igro, ki se je imenovala košarka. Ta jih je pritegnila in zbrala se je skupina navdušencev, ki so leta 1948 začeli z organiziranim delom v klubu. Tako zgodnji razvoj uvršča Šoštanj med prva slovenska mesta, kjer se je pričela igrati košarka.
Začetki so bili bolj rekreativni, a kaj kmalu se je iz rekreacije razvil tudi tekmovalni šport z rednimi treningi v različnih starostnih selekcijah. Prvo uradna tekma je bila leta 1949 proti ekipi Celja. V sezoni 1949/50 pa je ekipa Elektre pričela tekmovati v medobčinski ligi in že prvo leto osvojila prvo mesto. V letu 1952 pa se je članska ekipa že uvrstila v 1. slovensko košarkarsko ligo. Od takrat dalje je bil Košarkarski klub Elektra med najboljšimi v Sloveniji, saj je klub vseskozi skrbel za načrtno delo na področju košarke, posebno z mladimi. Poleg tega so se članska ekipa in različne ekipe mlajših selekcijah redno uvrščale med najboljše slovenske ekipe.
Tradicija in zgodovina sta skozi 60 let delovanja kluba vsem generacijam klubskih funkcionarjev nalagal veliko moralno obveznost za skrben in stalen razvoj ter popularizacijo košarke v Šaleški dolini. Rezultat dolgoletnega vlaganja časa, energije, znanja, izkušenj in finančnih sredstev je stalna prisotnost ekip vseh selekcij Košarkarskega kluba Elektra v vrhu slovenske košarke.
Košarkarski klub Elektra je član Košarkarske zveze Slovenije in Športne zveze Šoštanj.

## Uspehi
- 1947: začetek dela na področju košarke,
- 1949: prva uradna tekma proti ekipi Celja (zmagovalec ekipa Elektre),
- 1952: članska ekipa se uvrsti v 1. slovensko košarkarsko ligo,
- 1962: pionirji – 3. mesto v Sloveniji,
- 1963: mladinci – 2. mesto v Sloveniji,
- 1965: peto mesto v 1. košarkarski ligi,
- 1972: prvo mesto v drugi slovenski košarkarski ligi in uvrstitev v 1. B ligo,
- 1976: prvo mesto B ligi in uvrstitev v A slovensko košarkarsko ligo,
- 1978: pionirji – 2. mesto v Sloveniji,
- 1978: tretje mesto v A slovenski košarkarski ligi,
- 1983: pionirji – 3. mesto v Sloveniji,
- 1985: kadeti - 3. mesto v Sloveniji,
- 1988: mladinci 3. mesto v Sloveniji,
- 1987: mladinci - 3. mesto četrfinala Jugoslovanskega mladinskega prvenstva,
- 1990: prvo mesto v II. ligi in uvrstitev v 1. A košarkarsko ligo,
- 1991: sedmo mesto v 1. A slovensko košarkarsko ligo,
- 1996: organizacija mednarodne tekme med reprezentancama Slovenije in Makedonije (zmaga slovenske reprezentance)
- 1997: obeležitev 50-letnice košarke v Šaleški dolini in izdaja knjige »Mojih … Naših … 50 let košarke v Šoštanju« avtorja Matjaža Natka,
- 2001: uvrstitev v 1. A slovensko košarkarsko ligo,
- 2003: šesto mesto v 1. A slovenski košarkarski ligi,
- 2003: pionirji – 2. mesto v Sloveniji,
- 2004: šesto mesto v 1. A slovenski košarkarski ligi in uvrstitev v 1/4 finale Pokala SPAR,
- 2004: pionirji – 3. mesto v Sloveniji,
- 2005: osvojitev 5. mesta v 1. A slovenski košarkarski ligi,
- 2006: osvojitev 4. mesta med vsemi slovenskimi košarkarskimi ekipami - največji uspeh v zgodovini kluba.
- 2007: osvojitev 5. mesta v 1. A slovenski košarkarski ligi in uvrstitev v 1/4 finale Pokala SPAR ter 4. mesto kadetov v Sloveniji,
- 2008: 8. mesto v 1. A slovenski košarkarski ligi in prireditve ob 60-letnici košarke v Šaleški dolini (5. memorial Matjaža Natka, srečanje generacij košarkarjev in zaključna slovesnost s košarkarskim plesom)
- 2009: finalist POKALA SPAR- največji uspeh v zgodovini kluba in 8. mesto v 1. A slovenski košarkarski ligi